# Ha-216
Ha-216 — підводний човен Імперського флоту Японії, споруджений під час Другої світової війни.
Корабель належав до типу Ha-201, представники якого стали першими бойовими підводними човнами третього рангу у складі Імперського флоту за більш ніж чверть століття (після споруджених у часи Першої світової війни субмарин типу S1). Ці кораблі планували використовувати для оборони Японських островів (атаку на які відвернула лише капітуляція Японії).
Ha-216 спорудили на корабельні ВМФ у Сасебо, причому його завершення припало на наступну добу після оголошення про капітуляцію Японії. У вересні 1945-го човен потрапив під контроль союзників, а 5 квітня 1946-го був затоплений у Східнокитайському морі.